# ناحیه ادواردز، میشیگان
ناحیه ادواردز (به انگلیسی: Edwards Township) یک منطقهٔ مسکونی در ایالات متحده آمریکا است که در شهرستان اوگماو واقع شده‌است.
 ناحیه ادواردز  ۱٬۴۱۳ نفر جمعیت دارد و ۲۷۷ متر بالاتر از سطح دریا واقع شده‌است.